# Демлево
Демлево — деревня в Кольчугинском районе Владимирской области России, входит в состав Раздольевского сельского поселения.

## География
Деревня расположена в 26 км на юго-восток от центра поселения посёлка Раздолье и в 32 км на юго-восток от райцентра города Кольчугино.

## История
По переписным книгам 1678 года деревня Демнево вместе с селом Алексино принадлежала помещику князю Федору Федоровичу Бельскому, в ней тогда было 7 дворов крестьянских и 3 бобыльских с населением 41 душа мужского пола.
В конце XIX — начале XX века деревня входила в состав Короваевской волости Покровского уезда. В 1859 году в деревне числилось 20 дворов, в 1905 году — 37 дворов.
С 1929 года деревня входила в состав Святковского сельсовета Кольчугинского района, с 1954 года — в составе Ельцинского сельсовета, с 2005 года — в составе Раздольевского сельского поселения.

## Население
| 1859 | 1905 | 2002 | 2010 | 2021 |
| ---- | ---- | ---- | ---- | ---- |
| 151  | ↗234 | ↘0   | →0   | →0   |